# Gerda Grudzinskaitė
Gerda Grudzinskaitė (* 20. Juni 1999 in Vilnius) ist eine litauische Volleyball- und Beachvolleyballspielerin.

## Karriere Halle
Von 2018 bis 2019 schmetterte und baggerte Grudzinskaitė für den TK „Aušrinė-KKSC“ Jonava als Außenangreiferin und erreichte mit diesem Klub in ihrer ersten Saison den dritten Platz in Litauen. 2020 wechselte sie zu Alytaus Prekyba Parama. Die litauische Vizemeisterschaft war das Resultat in der Spielzeit. Mit ihrem neuen Verein Vilniaus SM „Tauras“ - VTC belegte sie 2022 den fünften Rang.

## Karriere Beach
Mit ihrer ersten Partnerin Ieva Vasiliauskaitė erreichte Gerda Grudzinskaitė einige Achtungserfolge wie etwa das Achtelfinale bei der U22-Europameisterschaft in Baden 2017, den Sieg bei einem nationalen Event in Klaipėda und das Halbfinale bei der litauischen Meisterschaft im selben Jahr sowie den siebzehnten Platz bei der U18-EM in der folgenden Saison. 2019 startete die in der litauischen Hauptstadt gebürtige Sportlerin mit Karole Virbickaitė und erreichte dritte Ränge bei Turnieren in ihrem Heimatland.
Mit ihrer neuen Partnerin Ieva Dumbauskaitė ab der folgenden Saison gewann Gerda Grudzinskaitė die litauische Meisterschaften 2020 und 2021, wurde Dritte beim Future auf Ios und belegte bei der Europameisterschaft 2022 in München nach einem Sieg über Walentyna Dawidowa und Diana Lunina aus der Ukraine und dem folgenden Aus in der ersten K.o.-Runde den geteilten siebzehnten Rang.

## Auszeichnungen
2019 - Beste Annahme in der baltischen Liga

2019 - Beste Punktesammlerin in der litauischen Liga

2019 - Beste Außenangreiferin in der litauischen Liga

2019 - Beste Aufschlägerin in der litauischen Liga

2021 - Beste Außenangreiferin in der litauischen Liga